# دونگا لاپاشتیتسا
دونگا لاپاشتیتسا (به صربی: Donja Lapaštica) یک منطقهٔ مسکونی در صربستان است که در مدوجا واقع شده‌است. دونگا لاپاشتیتسا ۵۳ نفر جمعیت دارد.